# Hervé Faget
Hervé Faget (ur. 30 czerwca 1965 w Saint-Maixent-l’École) – francuski szpadzista, dwukrotny medalista mistrzostw świata.
W 1985 roku wywalczył złoty medal w szpadzie indywidualnej na mistrzostwach świata juniorów w Arnhem.
Podczas mistrzostw świata w Budapeszcie w 1991 roku Francuzi w składzie: Éric Srecki, Robert Leroux, Olivier Lenglet i Hervé Faget zdobyli srebrny medal w zawodach drużynowych. Na rozgrywanych trzy lata później mistrzostwach świata w Atenach w tej samej konkurencji zdobył złoty medal.
Nigdy nie wziął udziału w igrzyskach olimpijskich.